# Bibleserver.com
Bibleserver.com ist ein Online-Dienst von ERF Medien e. V., der in Zusammenarbeit mit internationalen Bibelgesellschaften und Verlagen die Bibel in 48 modernen und historischen Übersetzungen auf 21 Sprachen online anbietet, inklusive verschiedener Hörbibeln.

## Geschichte
Die erste Version wurde im März 2002 online gestellt, zunächst nur auf Deutsch unter www.bibelserver.de. Das Angebot beinhaltete vier aktuelle Übersetzungen (Luther 1984, Rev. Elberfelder, Hoffnung für alle, Gute Nachricht Bibel).
Im März 2003 wurde die Onlinebibel in einer zweiten Version mit Umzug auf die Domain www.bibleserver.com auf 23 Übersetzungen in 15 Sprachen erweitert. Die Kooperation der Betreiber umfasste neben ERF Online (dem früheren Internet-Arbeitszweig von ERF Medien), zu diesem Zeitpunkt die International Bible Society (heute Biblica), die Deutsche Bibelgesellschaft und den Verlag SCM R. Brockhaus.
Im November 2005 startete die dritte Version von BibleServer mit erweitertem Funktionsumfang, nach seinem Relaunch im März 2010 arbeitet BibleServer in der vierten Version. Diese ermöglicht eine einfache Verlinkung von Bibelstellen per URL und bietet unter m.bibleserver.com eine Version für mobile Endgeräte.
Zum Reformationstag 2016 wurde das Angebot in Kooperation mit der Deutschen Bibelgesellschaft um die Lutherbibel 2017 ergänzt. Zum Reformationstag 2017 wurde die Lutherbibel 1984 entfernt. 
Im Oktober 2019 wurde die Website umfangreich überarbeitet und bietet viele neue Funktionen wie z. B. Bibelversgrafiken, Videos oder Lesepläne. Der komplette Funktionsumfang steht nun auch in der mobilen Version zur Verfügung und lässt sich dank Single-Page-Webanwendung wie eine App bedienen. Im Juni 2021 erfolgte ein Rebranding mit neuem Logo und Namen ERF Bibleserver. 

## Kooperationspartner, Übersetzungen und Sprachen
ERF Bibleserver zeichnet sich im Vergleich mit anderen Online-Bibeln vor allem durch das Angebot der wichtigen aktuellen deutschsprachigen Bibelübersetzungen aus, beispielsweise Luther 2017, Rev. Elberfelder und die Neue Genfer Übersetzung. Zudem deckt das Angebot ein breites Spektrum an osteuropäischen Sprachen ab (zum Beispiel tschechisch und rumänisch).
Die Beteiligung der Verlage und Bibelgesellschaften verteilt sich in der aktuellen Version folgendermaßen:
| Bibelgesellschaft               | Übersetzung                                     | Sprache        |
| ------------------------------- | ----------------------------------------------- | -------------- |
| Deutsche Bibelgesellschaft      | Lutherbibel 2017                                | deutsch        |
|                                 | Gute Nachricht Bibel                            | deutsch        |
| Stiftung Christliche Medien     | Elberfelder Bibel                               | deutsch        |
|                                 | Neues Leben. Die Bibel                          | deutsch        |
|                                 | Das Buch                                        | deutsch        |
| Genfer Bibelgesellschaft        | Schlachter 2000                                 | deutsch        |
|                                 | Neue Genfer Übersetzung                         | deutsch        |
|                                 | Segond 21                                       | französisch    |
|                                 | Nuova Riveduta 2006                             | italienisch    |
| Katholisches Bibelwerk          | Einheitsübersetzung 2016                        | deutsch        |
| Theologischer Verlag Zürich     | Zürcher Bibel                                   | deutsch        |
| Biblica                         | Hoffnung für alle                               | deutsch        |
|                                 | King James Version                              | englisch       |
|                                 | New International Version                       | englisch       |
|                                 | New Int. Readers Version                        | englisch       |
|                                 | Bible du Semeur                                 | französisch    |
|                                 | Het Boek                                        | niederländisch |
|                                 | La Parola è Vita                                | italienisch    |
|                                 | La Biblia Textual                               | spanisch       |
|                                 | Nueva Biblia Viva                               | spanisch       |
|                                 | Nueva Versión Internacional (Castilian)         | spanisch       |
|                                 | Nueva Versión Internacional                     | spanisch       |
|                                 | Bibelen på hverdagsdansk                        | dänisch        |
|                                 | O Livro                                         | portugiesisch  |
|                                 | En Levende Bok                                  | norwegisch     |
|                                 | Nya Levande Bibeln                              | schwedisch     |
|                                 | Słowo Życia                                     | polnisch       |
|                                 | Slovo na cestu                                  | tschechisch    |
|                                 | Knjiga O Kristu                                 | kroatisch      |
|                                 | Hungarian                                       | ungarisch      |
|                                 | Noua traducere în limba românã                  | rumänisch      |
|                                 | Nádej pre kazdého                               | slowakisch     |
|                                 | Новый перевод на русский язык                   | russisch       |
|                                 | Священное Писание, Восточный перевод            | russisch       |
|                                 | التفسير التطبيقي للكتاب المقدس                  | arabisch       |
|                                 | 聖經當代譯本修訂版                              | chinesisch     |
| ERF Medien (Schweiz)            | Hörbibel (teilweise verschiedene Übersetzungen) | deutsch        |
| Crossway                        | English Standard Version                        | englisch       |
| Veren                           | Veren                                           | bulgarisch     |
| The Bible Society in Turkey     | Türkçe (Altes Testament)                        | türkisch       |
| The Translation Trust           | Türkçe (Neues Testament)                        | türkisch       |
| Česká biblická společnost       | Český ekumenický překlad                        | tschechisch    |
| Biblion                         | Překlad 21. Století                             | tschechisch    |
| Sociedad Bíblica Iberoamericana | La Biblia Textual                               | spanisch       |
| Karl-Heinz Vanheiden            | Neue evangelistische Übersetzung                | deutsch        |

Die meisten Bibelübersetzungen auf ERF Bibleserver sind durch internationales Urheberrecht geschützt. Sie dürfen nicht heruntergeladen, automatisch ausgelesen oder auf eine Art und Weise elektronisch weitergegeben werden.
Der Public Domain entnommen sind: Menge-Bibel, IBS-fordítás (Új Károli), Bible Kralická, Louis Segond 1910 und 中文和合本（简体）. Bei einzelnen Übersetzungen ist nur das Neue Testament verfügbar. Die Apokryphen bietet ERF Bibleserver in vier deutschen Übersetzungen an: Lutherbibel 2017, Gute Nachricht Bibel, Einheitsübersetzung und Menge-Bibel.

## Funktionen

### Ohne Anmeldung
Die Benutzeroberfläche von ERF Bibleserver ist in vielen Sprachen der angebotenen Übersetzungen verfügbar und passt sich standardmäßig der Sprache des verwendeten Browsers an. Für den Einstieg wird darüber hinaus automatisch eine passende Übersetzung ausgewählt. ERF Bibleserver bietet unter anderem folgende Arbeitshilfen an:
- umfangreiche Suchfunktionen
- Nachschlagewerke (zum Beispiel Treasury of Scripture Knowledge, Jamieson Fausset Brown Bible Commentary, Scofield Reference Notes)
- Vergleich von mehreren Bibeltexten nebeneinander
- Bibelversgrafiken und Videos

Außerdem bietet ERF Bibleserver für Webseitenbetreiber client- und serverseitige Programmierschnittstellen zur vollautomatischen Verlinkung von Bibelstellen. Für Wordpress-Blogs stellt das Plugin „Link To Bible“ diese Schnittstelle zur Verfügung.

### Mit Anmeldung
Die Anmeldung bei Bibleserver.com ist kostenlos und bietet einige weitere Funktionen, beispielsweise das Anlegen von Tags und Notizen, Bibellesepläne und Möglichkeiten, die Textformatierung einzustellen.

### Bibleserver.com und Wikipedia
ERF Bibleserver ist in der deutschsprachigen Wikipedia als Standardverlinkung für Bibelzitate vorgesehen. Die Vorlage:Bibelzitate wird in mehr als 4000 Artikeln der deutschsprachigen Wikipedia genutzt, in vielen mehrfach. (Stand: September 2021)